# Скорбященская церковь (Санкт-Петербург, проспект Обуховской Обороны)
Церковь иконы Божией Матери «Всех скорбящих радость (с грошиками)» — православный храм на проспекте Обуховской обороны в Санкт-Петербурге. Был разрушен советскими властями в 1933 году и восстановлен в 2017—2022 годах.

## История

### Икона Божией Матери с грошиками
Храм получил свое название в честь иконы Божией Матери «Всех Скорбящих Радости» с грошиками — чтимого списка, хранившегося в Тихвинской часовне на территории Стеклянного городка Императорского стеклянного завода. 23 июля 1888 года (по старому стилю) во время грозы в часовню ударила молния, и в ней начался пожар. Во время него из ящика для подаяний высыпались медные монеты, на которые упала икона. Огонь обошёл икону, но 12 монет пристали к ней (одна из которых впоследствии отпала), после чего образ получил своё именование — «с грошиками» — и приобрёл славу чудотворного после связанных с ним двух чудесных исцелений.

### Строительство храма
Сооружение храма инициировали священнослужители и прихожане церкви Бориса и Глеба на Калашниковской набережной, к которой были приписаны жители Стеклянного городка. Для возведения храма им удалось собрать 41 тыс. рублей. Купцы-меценаты безвозмездно предоставили строительные материалы и колокола для церкви, а всего на строительство было собрано 167 тыс. рублей. Император Александр III, посетив Скорбященскую часовню, лично пожертвовал участок земли в Стеклянном городке.
Закладка храма во имя чудотворной иконы состоялась 12 июня 1894 года (по старому стилю; по другим данным — в 1893 году). Место закладки освятил митрополит Санкт-Петербургский и Ладожский Палладий (Раев). Строительство завершилось 2 августа 1898 года. Проект разработали архитекторы Александр фон Гоген и Александр Иванов, а росписью стен храма занимался художник Сергей Садиков. Слева от алтаря в храме был обустроен придел во имя пророка Илии и святителя Николая. Особенностью храма стали стеклянные кресты, установленные на его купола в 1896 году.

#### Часовня
Деревянная Тихвинская часовня была построена в конце XVIII века на месте обретения списка Тихвинской иконы Божией Матери. Первоначально она была приписана к Борисоглебскому храму, однако после постройки Скорбященской церкви была приписана к ней в 1898 году. Чудотворная икона «Всех Скорбящих Радости» хранилась в Тихвинской часовне, а во время литургии переносилась в новопостроенный храм.
Сменившая деревянную кирпичная часовня по проекту Александра фон Гогена, сохранившаяся до наших дней, была заложена 11 июня 1907 года, и первоначально была рассчитана на 600 человек. На момент постройки она была самой большой в России. Здание каменной Скорбященской часовни 20 декабря 1909 года освятил епископ Нарвский Никандр (Феноменов).

### Жизнь прихода
С 1899 года Скорбященская церковь управлять доходами самостоятельно. В 1900—1904 годах напротив храма был выстроен дом для причта по проекту архитектора Густава фон Голи, а к 1912 году при церкви работали богадельня для престарелых и приют для калек. В конце XIX века в храме по штату служили четыре священника, четыре псаломщика и один диакон. В храме в течение 16 лет молилась схимонахиня Мария (Матрона Петербургская), известная под именем Матронушки-Босоножки, умершая в 1911 году.

### Закрытие храма
После Октябрьской революции Скорбященская церковь не была закрыта, хотя в январе 1918 года её настоятель протоиерей Петр Скипетров был застрелен в ходе конфликта с отправленным в Александро-Невскую лавру отрядом революционных матросов, а в 1922 году из неё были изъяты ценности, включая ризу с чудотворной иконы.
Храм функционировал до ноября 1932 года. Планировалось передать его здание заводу «Большевик», однако в 1933 году он был разобран. Тихвинская часовня при этом сохранилась, и до 1938 года действовала как обновленческий храм, после чего её передали Володарскому районному штабу МПВО, а затем — заводу резиновых изделий «Гуммилат». Икона «с грошиками» была сохранена верующими, и в конце 1940 годов была передана в церковь Живоначальной Троицы «Кулич и Пасха».

## Известные клирики и причт
| Священно- и церковнослужители    | Священно- и церковнослужители       | Священно- и церковнослужители              | Священно- и церковнослужители |
| До закрытия храма                | До закрытия храма                   | До закрытия храма                          | До закрытия храма |
| -------------------------------- | ----------------------------------- | ------------------------------------------ | --- |
| Сан                              | Имя                                 | Годы служения                              | Примечания |
| протоиерей                       | Скипетров, Петр Иванович            | 1898-1917                                  | Настоятель; убит в январе 1918 года, прославлен в лике новомучеников и исповедников Русской церкви.                                                                         |
| иерей                            | Азиатский, Алексей Михайлович       | С 1898                                     | Окончили Санкт-Петербургскую духовную академию со степенью кандидата богословия в 1891 году.                                                                                |
| иерей                            | Белогостицкий, Василий Васильевич   | С 1898                                     | Окончили Санкт-Петербургскую духовную академию со степенью кандидата богословия в 1891 году.                                                                                |
| иерей                            | Лебедев, Иван Семенович             | С 1898                                     | Окончили Санкт-Петербургскую духовную академию со степенью кандидата богословия в 1891 году.                                                                                |
| диакон                           | Богданов, Иван Васильевич           | С 1898                                     | Был награждён орденами святого Станислава и святой Анны III степени. |
| диакон                           | Розанов, Иван Петрович              | С 1898                                     | |
| псаломщик                        | Ромаскевич, Николай Моисеевич       | С 1898                                     | Окончил Санкт-Петербургскую духовную академию со степенью кандидата богословия.                                                                                             |
| псаломщик                        | Кузмерский, Александр Александрович | С 1898                                     | |
| псаломщик                        | Малинин, Сергей Александрович       | С 1898                                     | |
| староста                         | Галунов, Андрей Иванович            | С 1898                                     | Имел орден святого Станислава III степени. |
| просвирня                        | Медведская, Серафима                | С 1896                                     | Вдова священника. |
| Обновленческий период            |                                     |                                            | |
| иерей                            | Малинин, Дмитрий Васильевич         | До марта 1935, февраль 1936 — декабрь 1937 | В сане иерея с 1930 года. Особой тройкой УНКВД ЛО 25 декабря 1937 года приговорен по ст. ст. 58-10-11 УК РСФСР к высшей мере наказания, расстрелян в Ленинграде 28 декабря. |
| После возвращения храма верующим |                                     |                                            | |
| иерей                            | Полевой, Богдан Юрьевич             |                                            | Настоятель. |
| иерей                            | Костенко, Петр Петрович             |                                            | |
| протоиерей                       | Хлебович, Александр Николаевич      | С 2013                                     | |
| диакон                           | Мунтян, Максим Андреевич            |                                            | |

## Воссоздание храма
Тихвинская часовня была возвращена верующим, и с 1992 года действует как храм в честь иконы Божией Матери «Всех Скорбящих Радости», являясь подворьем Свято-Троицкого Зеленецкого монастыря. Территория бывшей церкви с сохранившейся часовней также была передана Санкт-Петербургской епархии.

В результате проведённых археологических исследований и заключениям историко-культурной экспертизы, опубликованной в 2012 году, выяснилось, что строительство нового храма возможно на историческом фундаменте, который хорошо сохранился. 
Восстановление Скорбященского храма по архивным чертежам и фотографиям началось в 2017 году. 18 января 2019 года были освящены изготовленные для него кресты. 5 августа (23 июля по старому стилю, престольный праздник Скорбященской церкви) 2019 года чудотворная икона «с грошиками» на один день впервые вернулась в храм. Осенью 2020 года церковь была построена, началась внутренняя отделка и роспись стен. В 2021 году состоялся монтаж мозаичной иконы над главным входом, а в следующем году освятили все три фасадные иконы. В ноябре 2023 года все работы были завершены.
При храме работает воскресная школа для взрослых.
Фасады храма украшены изразцами из майолики и мозаикой, выполненной в технике микромозаики из тянутой смальты. На куполах воссозданы исторические кресты с гранёным хрусталём. Резной иконостас выполнен из белого итальянского мрамора, реконструирован исторический киот для чудотворной иконы. В цокольном этаже обустроен церковно-археологический музей и баптистерий с купелью и ризницей.
- Скорбященская церковь. Фотография Карла Буллы, 1900-е годы.
- Скорбященская церковь. Фото 2023 г.
- Часовня в честь иконы Божией Матери "Всех скорбящих Радости"